# William J. Hall
William J. Hall (13 de abril de 1926 — Urbana, 9 de junho de 2020) foi um engenheiro civil estadunidense.
Foi professor de engenharia civil da Universidade de Illinois em Urbana-Champaign.
Foi membro da Academia Nacional de Engenharia dos Estados Unidos. Recebeu em 1989 a Medalha Nathan M. Newmark.
Morreu no dia 9 de junho de 2020 em Urbana, aos 94 anos.

## Obras
- com Russell Green: An overview of selected seismic hazard analysis methodologies, Universidade de Illinois em Urbana-Champaign 1994.